# Le Temple (Carentoir)
Le Temple est une ancienne commune du Morbihan, dont l'existence a été très brève car elle a été réunie à Carentoir dès le 22 juillet 1792.

## L'ancienne paroisse du Temple

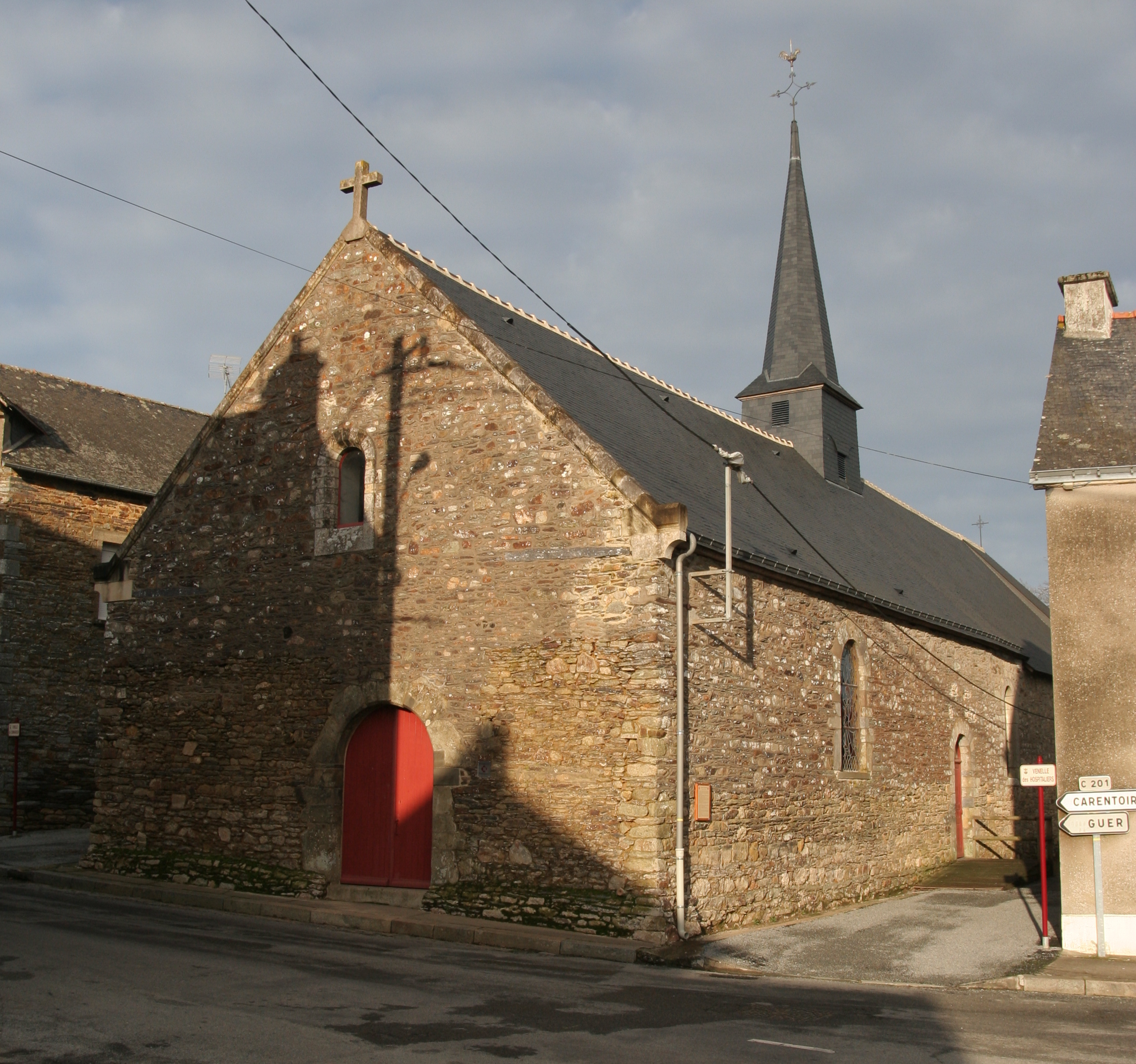
La chapelle Saint-Jean-Baptiste, ancienne église templière.

Depuis sa fondation, la paroisse du Temple dépendait de l'Ordre de Saint-Jean de Jérusalem ; son territoire était peu étendu, mais sa population semble avoir été nombreuse, si l'on en juge par les dimensions de son église encore existante en 1843 et qui, selon A. Marteville et P. Varin, continuateurs d'Ogée, « peut contenir 1 500 à 2 000 personnes » et son cimetière « aussi très vaste, [qui] conserve des ifs dont le tronc creusé par le temps pourrait enfermer sept à huit personnes assises ». Ils ajoutent que « le château du Commandeur, ou la commanderie, dont on ne voit plus que des ruines, s'élevait à l'est de l'église, au milieu de vastes jardins et prairies ».

« Des vestiges apparents indiquent que le bourg était divisé en quatre rues principales partant d'un centre commun, et s'étendant à une longue distance. Plusieurs manoirs fortifiés existaient sur ces lignes, tels que la remarquable maison des Thorel, l'hôtel Mancelaye, l'hôtel Labbé, la Cocherie, le Val, Rollienne, la Porte-Justel. Chacun de ces manoirs avait sa vigne, aujourd'hui supprimée. Ils sont devenus l'origine d'autant de villages actuels. »

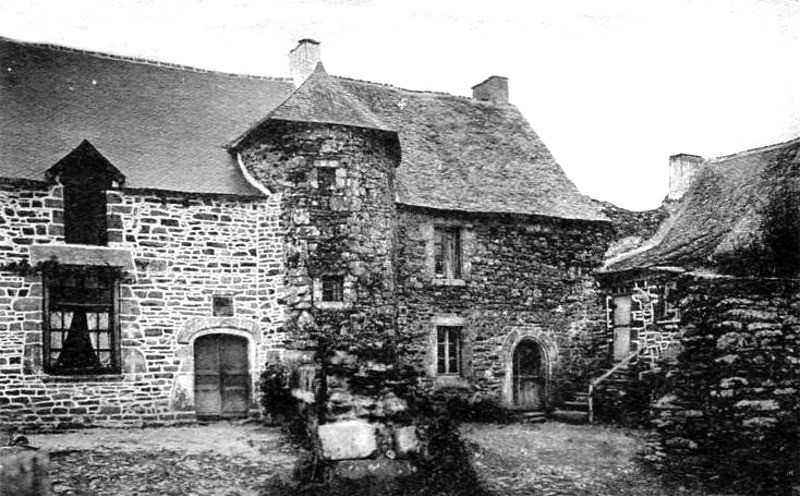
Le vieux château de Rollienne au début du XXe siècle (carte postale).

Les habitants jouissaient, lors de la toute puissance de l'Ordre de Saint-Jean de Jérusalem, de plusieurs privilèges, notamment d'être exemptés de milice et de corvées et bénéficiaient du droit d'asile : innocents ou coupables, ceux qui se réfugiaient sous l'ombrage du "chêne de la sauvegarde" et embrassaient son tronc avant d'être pris, ne pouvaient être arrêtés, ce qui explique le grand nombre d'habitations qui existaient en ce lieu, qui perdit de son attractivité quand disparut la puissance de l'Ordre.

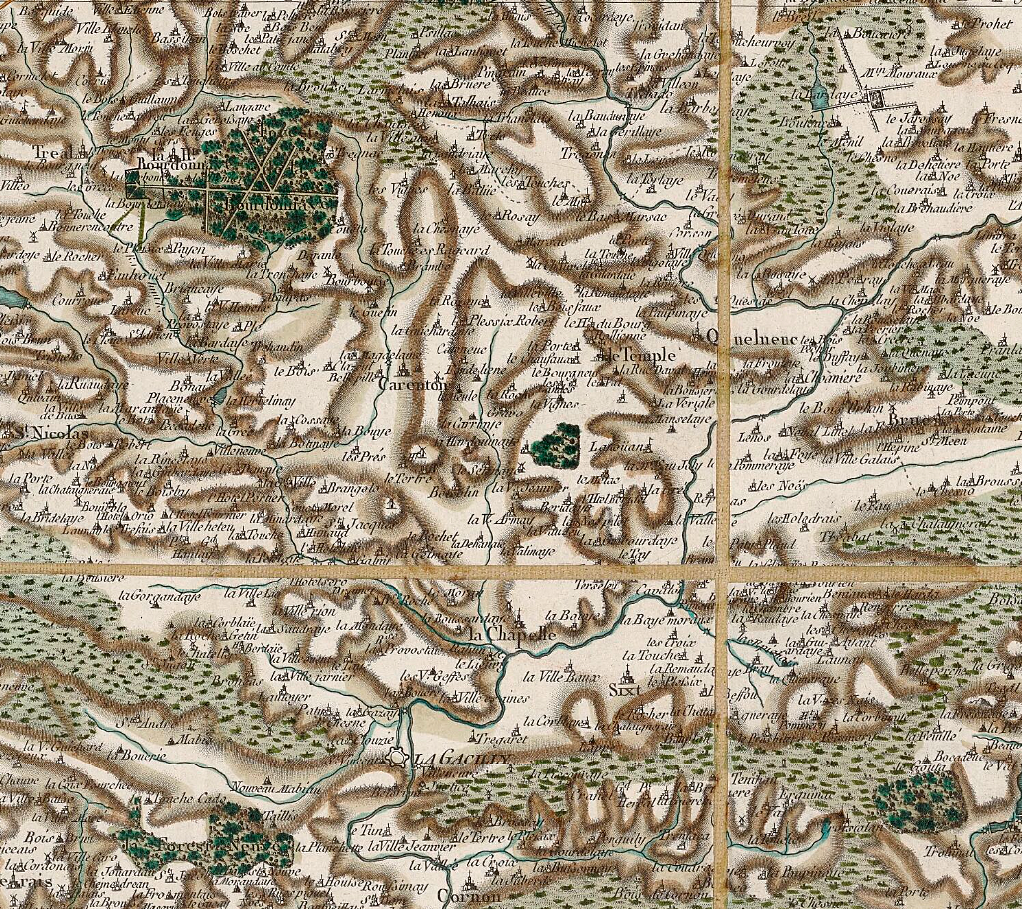
Carte de Cassini de la paroisse de Carentoir et de ses trèves (1785). On y voit aussi la paroisse du Temple.

Jean-Baptiste Ogée décrit ainsi la paroisse du Temple en 1778 :

« Le Temple de Carentoir : sur une hauteur, près la rivière d'Aff ;  à 11 lieues un quart à l'Est-Nord-Est de Vannes, évêché ; à 9 lieues et demie de Rennes et à 4 lieues de Malestroit, sa subdélégation. On compte 300 communiants dans cette paroisse, qui ressortit à Ploërmel : la cure est présentée par le Commandeur de l'Ordre de Saint-Jean de Jérusalem. Il s'y exerce deux hautes justices et deux moyennes, qui ressortissent au marquisat de la Bourdonnaye. La moyenne et basse justice de la Nouan appartient à M. de la Nouan. Ce territoire comprend des terres labourables, des prairies, des landes ; et les maisons nobles de Trelan, du Mur, de la Villequenot et de la Nouan. La Commanderie de Carentoir vaut mille quatre cents livres de revenu : elle est affectée au chapelain et servant d'armes. »

« M. de Talhouët avait, avant 1789, réuni au Temple plusieurs de ses juridictions : le Bochet, le Bois-Brassu, le Bois-Orhand, la Villequeno, Quelneuc, etc.. Les juridictions de la Nouan, de la Chouannière et de la Commanderie s'y exerçaient également. Il y avait sénéchal, procureur fiscal, avocats, notaires et procureurs. Le recteur jouissait alors des revenus de la Commanderie, devenue propriété de la paroisse, qui rebâti à ses frais un nouveau presbytère, vendu plus tard comme bien national ».

## La brève existence de la commune du Temple
Aucune limite précise n'avait été tracée en 1790 lors des créations des communes de Carentoir et du Temple. Le curé-doyen de Carentoir voulant étendre ses prérogatives jusqu'au pied du clocher de l'église du Temple, un procès fut engagé entre les deux paroisses, mais finalement les habitants du Temple proposèrent de réunir leur commune à celle de Carentoir et l Assemblée législative décréta cette réunion le 22 juillet 1792, à charge pour le curé de Carentoir de faire desservir la paroisse du Temple.

## Le Temple depuis l'annexion par Carentoir
La route royale de Rennes à Redon passait traditionnellement par le Temple. Elle fut remplacée en 1820 par un nouveau tracé passant par Carentoir.
Amédée Guillotin de Corson écrit en 1868 que « l'église du Temple de Carentoir est très ancienne, en partie romane, mais sans caractère ; on y remarque dans le chœur la statue tumulaire d'un chevalier de Saint-Jean de Jérusalem dont le nom reste inconnu ».
En mars 1906 au Temple, à Carentoir, à Quelneuc, les paroissiens empêchent l'inventaire des biens d'église. « Dans ces deux dernières paroisses, l'agent du fisc a été tenu par la foule, armée de bâtons, à plus de 400 mètres de distance des églises.

## La chapelle Saint-Jean-Baptiste du Temple de nos jours

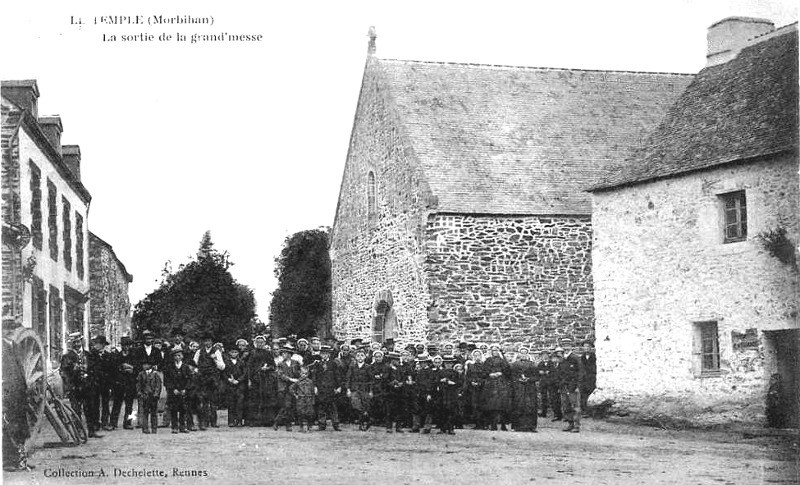
Sortie de la grand-messe vers 1920 (carte postale).
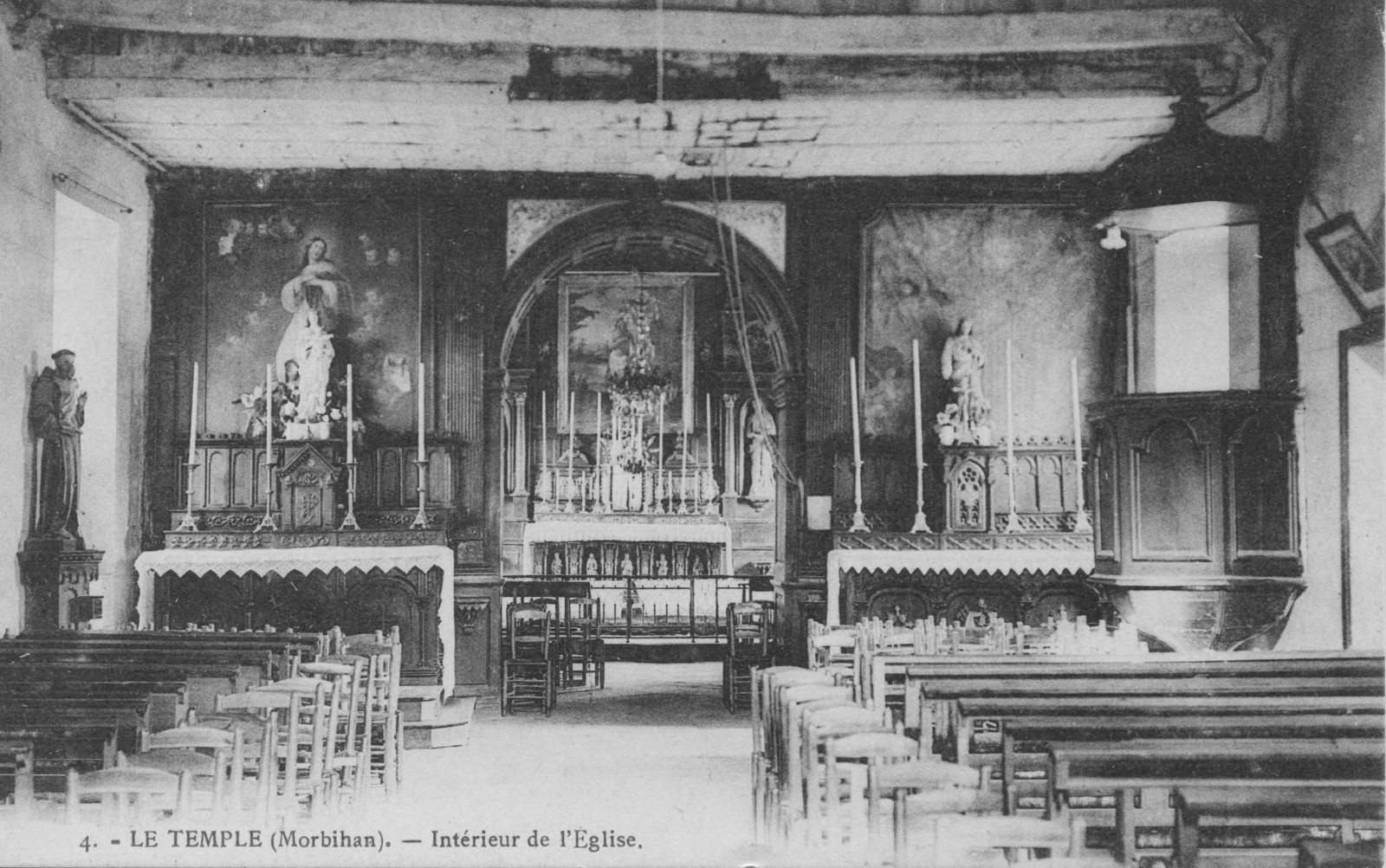
Vue intérieure de l'église du Temple avant 1932 (carte postale). Une séparation existe encore entre la nef et le chœur.
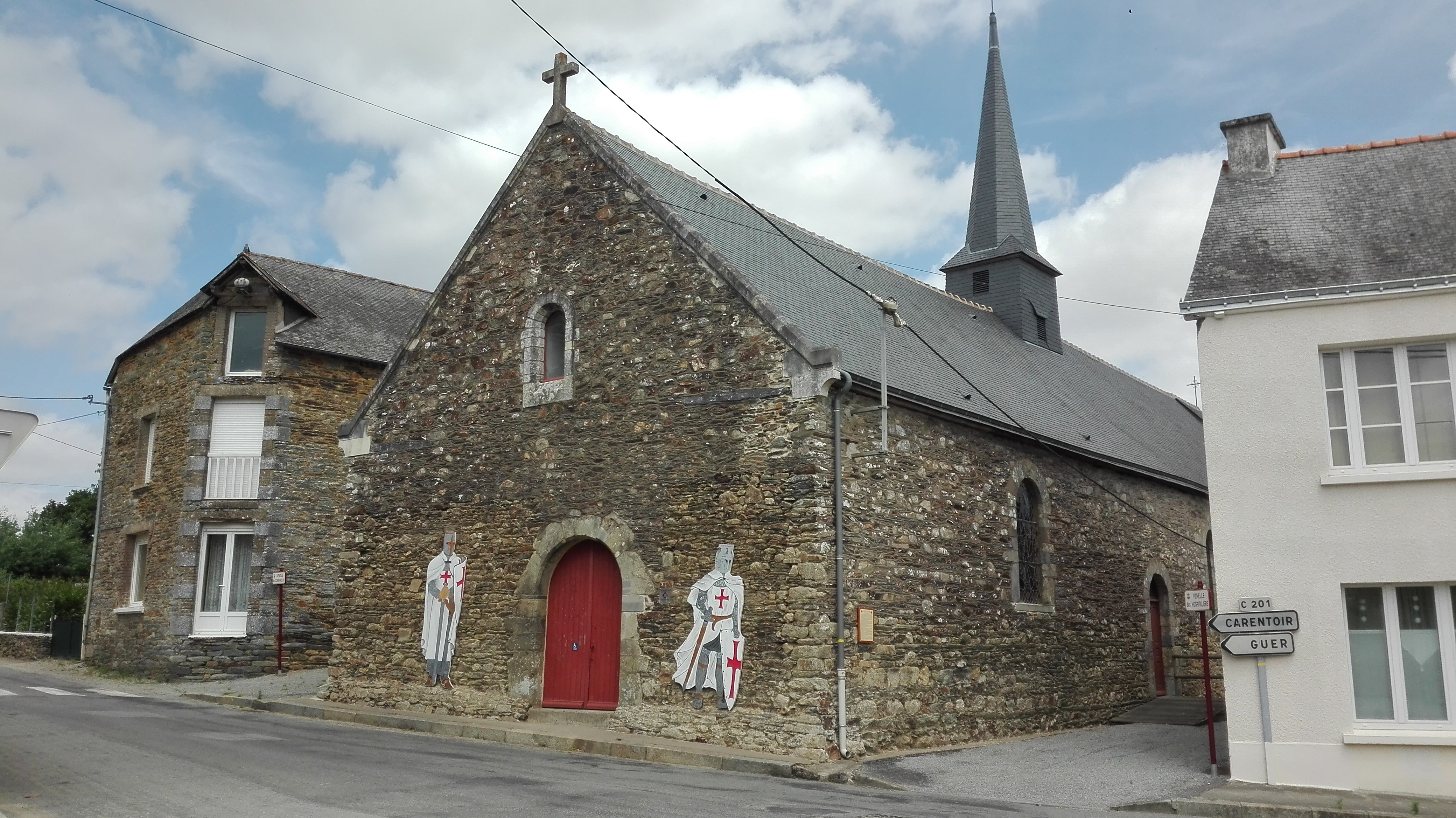
Chapelle templière du Temple : vue de la façade.
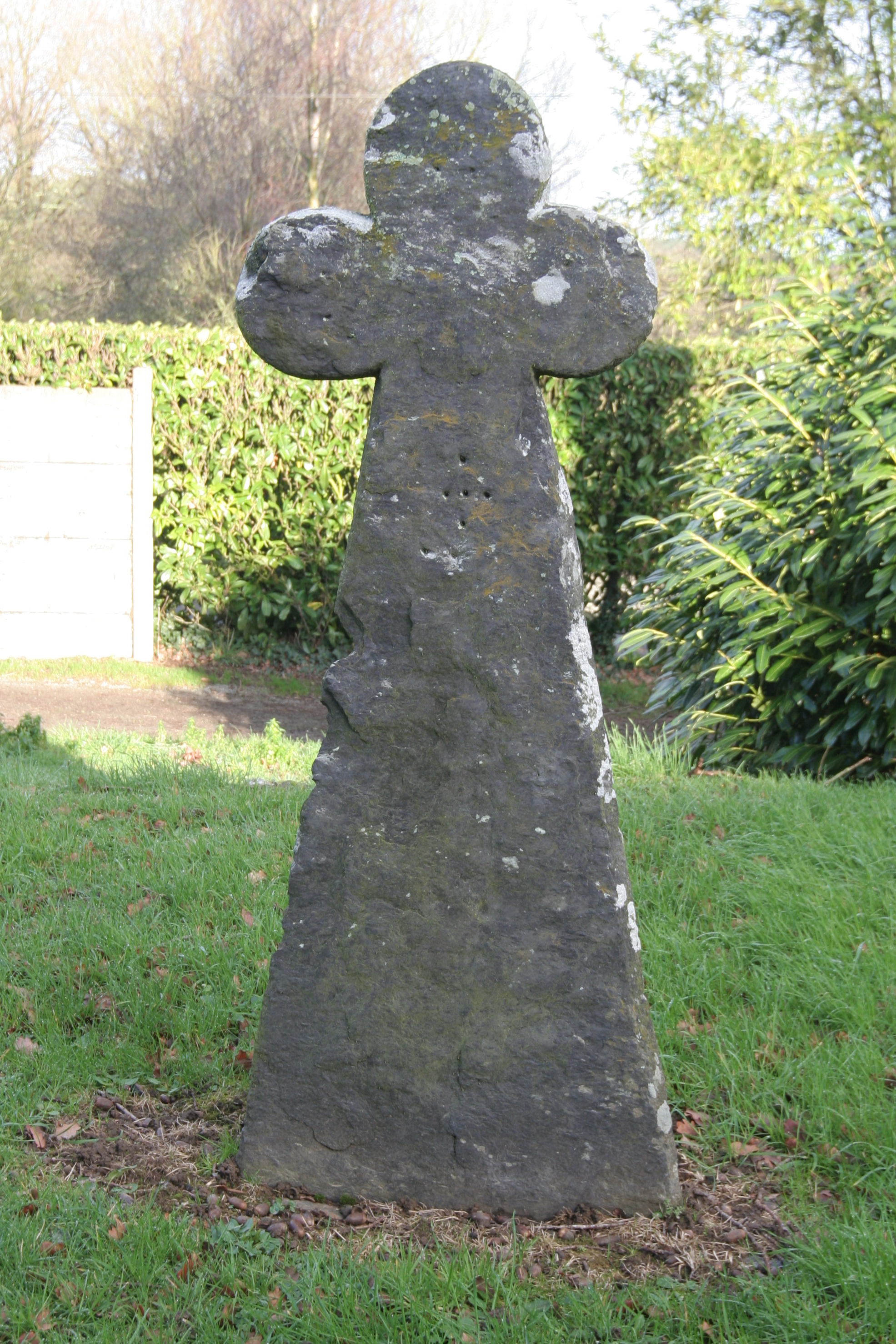
Croix près de la chapelle Saint-Jean-Baptiste au Temple.
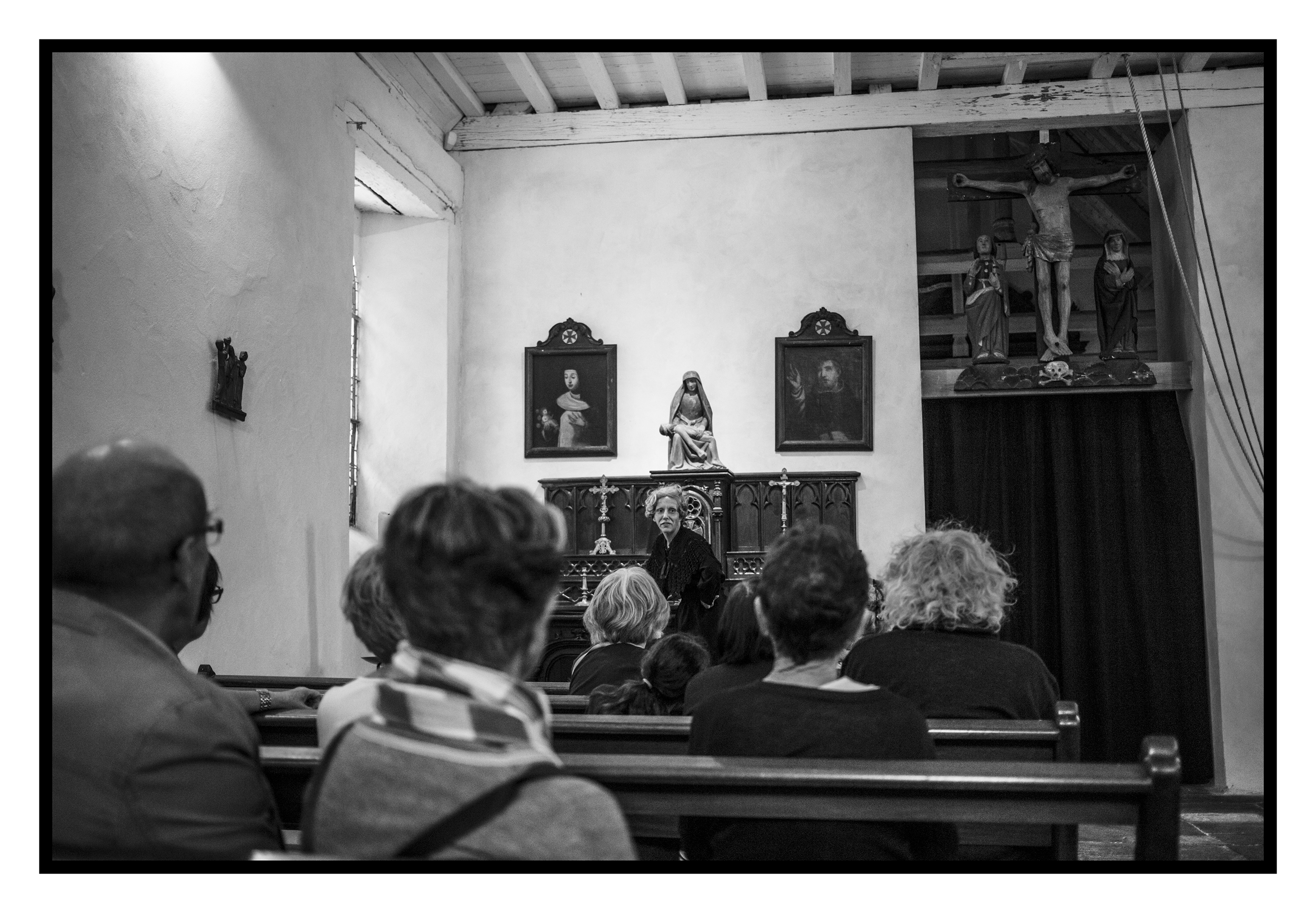
Animation culturelle par la compagnie Colin Muset au sein de la chapelle.